# Hippomedon serratus
Hippomedon serratus är en kräftdjursart som beskrevs av Edward Morell Holmes 1903. Hippomedon serratus ingår i släktet Hippomedon och familjen Lysianassidae. Inga underarter finns listade i Catalogue of Life.